# Scyletria inflata
Scyletria inflata là một loài nhện trong họ Linyphiidae.
Loài này thuộc chi Scyletria. Scyletria inflata được miêu tả năm 1938 bởi Bishop & Crosby.